# Nogometni klub Lokomotiva Zagreb 2014-2015

## Rosa
| N. |                      | Ruolo | Calciatore      |
| -- | -------------------- | ----- | --------------- |
| 1  | Croazia (bandiera)   | P     | Oliver Zelenika |
| 2  | Croazia (bandiera)   | D     | Karlo Bartolec  |
| 3  | Croazia (bandiera)   | D     | Petar Mamić     |
| 4  | Croazia (bandiera)   | C     | Jakov Biljan    |
| 5  | Australia (bandiera) | D     | Tomislav Mrčela |
| 6  | Ghana (bandiera)     | D     | Lee Addy        |
| 7  | Croazia (bandiera)   | C     | Damir Šovšić    |
| 8  | Croazia (bandiera)   | C     | Luka Begonja    |
| 11 | Croazia (bandiera)   | D     | Karlo Bručić    |
| 12 | Croazia (bandiera)   | P     | Simon Sluga     |
| 14 | Croazia (bandiera)   | D     | Dino Perić      |
| 19 | Croazia (bandiera)   | D     | Herdi Prenga    |

| N. |                    | Ruolo | Calciatore          |
| -- | ------------------ | ----- | ------------------- |
| 21 | Croazia (bandiera) | A     | Mirko Marić         |
| 22 | Croazia (bandiera) | C     | Hrvoje Plum         |
| 24 | Croazia (bandiera) | C     | Franko Andrijašević |
| 25 | Croazia (bandiera) | A     | Jan Doležal         |
| 27 | Croazia (bandiera) | C     | Jerko Leko          |
| 30 | Croazia (bandiera) | C     | Šime Gržan          |
| 55 | Croazia (bandiera) | A     | Ante Rukavina       |
|    | Croazia (bandiera) | D     | Josip Ćalušić       |
|    | Croazia (bandiera) | D     | Ivan Lovrić         |
|    | Croazia (bandiera) | C     | Denis Çeraj         |
|    | Croazia (bandiera) | A     | Marko Kolar         |